# Campionat del Món de natació de 2005

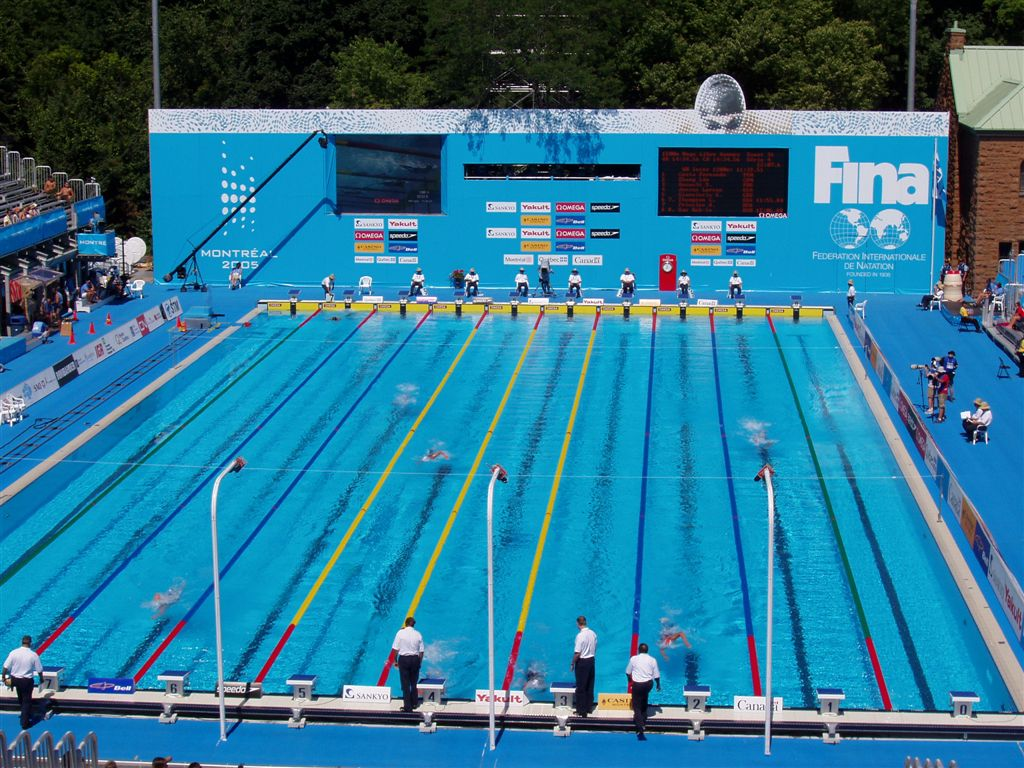
Imatge de la competició de natació.

El Campionat del Món de natació de 2005 va ser una competició esportiva que se celebrà a la ciutat de Mont-real (Canadà) entre els dies 16 i 31 de juliol de 2005 sota l'organització de la Federació Internacional de Natació (FINA).
Es realitzaren competicions de natació, natació en aigües obertes, natació sincronitzada, salts i waterpolo.

## Proves
- Natació al Campionat del Món de natació de 2005
- Natació en aigües obertes al Campionat del Món de natació de 2005
- Natació sincronitzada al Campionat del Món de natació de 2005
- Salts al Campionat del Món de natació de 2005
- Waterpolo al Campionat del Món de natació de 2005

## Medaller
Seu
| Posició | País                | Or | Plata | Bronze | Total |
| 1       | Estats Units        | 17 | 15    | 7      | 39    |
| 2       | Austràlia           | 13 | 8     | 4      | 25    |
| 3       | R.P. de la Xina     | 5  | 5     | 7      | 17    |
| 4       | Rússia              | 4  | 3     | 2      | 9     |
| 5       | Canadà              | 3  | 4     | 3      | 10    |
| 6       | França              | 3  | 1     | 1      | 5     |
| 7       | Alemanya            | 2  | 7     | 4      | 13    |
| 8       | Hongria             | 2  | 2     | 1      | 5     |
| 9       | Zimbàbue            | 2  | 2     | 0      | 4     |
| 10      | Sud-àfrica          | 2  | 1     | 2      | 5     |
| 11      | Països Baixos       | 2  | 1     | 1      | 4     |
| 12      | Polònia             | 2  | 0     | 2      | 4     |
| 13      | Itàlia              | 1  | 3     | 3      | 7     |
| 14      | Espanya             | 1  | 1     | 2      | 4     |
| 15      | Grècia              | 1  | 0     | 1      | 2     |
| 16      | Sèrbia i Montenegro | 1  | 0     | 0      | 1     |
| 17      | Japó                | 0  | 4     | 7      | 11    |
| 18      | Suècia              | 0  | 1     | 2      | 3     |
| 19      | Àustria             | 0  | 1     | 1      | 2     |
| 20      | Croàcia             | 0  | 1     | 0      | 1     |
| 20      | Cuba                | 0  | 1     | 0      | 1     |
| 20      | Suïssa              | 0  | 1     | 0      | 1     |
| 23      | Regne Unit          | 0  | 0     | 4      | 4     |
| 24      | Ucraïna             | 0  | 0     | 3      | 3     |
| 25      | Bulgària            | 0  | 0     | 2      | 2     |
| 25      | Tunísia             | 0  | 0     | 2      | 2     |
| Total   | Total               | 61 | 62    | 61     | 184   |